# Jean Pestré
Jean Pestré (Saint-Geniez-d'Olt, 1723 – Parigi, 1821) è stato un abate ed enciclopedista francese.
Ha collaborato ai primi due volumi dell'Encyclopédie di Diderot e D'Alembert.

## Biografia
Si trasferisce a Parigi dopo essere stato nominato abate, e qui condivide l'abitazione con gli altri due enciclopedisti Claude Yvon e Jean-Martin de Prades. Con entrambi è coinvolto nello scandalo causato dal cosiddetto affaire de Prades, ovvero dalla tesi dal contenuto sensualista che l'abbé de Prades discute alla Sorbonne nel 1751; a causa di questo scandalo, è allontanato dal gruppo degli enciclopedisti. Dopo tale allontanamento, non rimangono altre opere firmate a suo nome, anche se si registra l'ipotesi che abbia partecipato anonimamente all'Histoire des deux Indes dell'abate Guillaume-Thomas Raynal. 
Cessata la collaborazione al Dictionnaire raisonné, lavora come precettore di Jean-Louis Julien, figlio di un banchiere, e di Antoine Allut, figlio di un industriale e futuro collaboratore dell'Encyclopédie.

## La collaborazione all'Encyclopédie
Gli articoli che l'abate Pestré redige sono contrassegnati dalla lettera «C». Sono sei articoli concernenti la storia della filosofia (Baconisme ou philosophie de Bacon, Cabale, Campanella (Philosophie de), Canadiens (Philosophie des), Cardan (Philosophie de), Cartésianisme Philosophie de Descartes) e tre concernenti la morale (Bonheur, Calomnie, Complaisance).
Lo stile di scrittura dell'abate è compilativo e convenzionale: Pestré non si distingue per l'originalità, ma riprende interi passi da molteplici opere diffuse all'epoca.